# This Way Please
This Way Please (br: Amor Entre Bastidores) é um filme estadunidense de 1937 dirigido por Robert Florey. Foi o primeiro filme de Betty Grable sob contrato com a Paramount Pictures.

## Elenco
- Charles "Buddy" Rogers como Brad Morgan
- Betty Grable como Jane Morrow
- Ned Sparks como Inky Wells
- Jim Jordan como Fibber McGee
- Marian Jordan como Molly McGee
- Porter Hall como S.J. Crawford
- Lee Bowman como Stu Randall
- Cecil Cunningham como Miss Eberhardt
- Mary Livingstone como Maxine Barry
- Wally Vernon como Bumps

## Números musicais
- Is It Love or Infatuation? — Apresentada por Charles "Buddy" Rogers (sem créditos) e Betty Grable (sem créditos)
- Sound Effects Man — Apresentada por Rufe Davis (sem créditos)
- What This Country Needs is Voom-Voom — Apresentada por Romo Vincent (sem créditos), Wally Vernon (sem créditos) e Jerry Bergen (sem créditos)[2]